# Норт Сиконк (Масачусетс)
Норт Сиконк (енгл. North Seekonk) насељено је место без административног статуса у америчкој савезној држави Масачусетс.

## Демографија
По попису из 2010. године број становника је 2.643, што је 45 (1,7%) становника више него 2000. године.
| Група             | 2000.         | 2010.         |
| Белци             | 2.516 (96,8%) | 2.517 (95,2%) |
| Афроамериканци    | 11 (0,4%)     | 21 (0,8%)     |
| Азијати           | 32 (1,2%)     | 27 (1,0%)     |
| Хиспаноамериканци | 27 (1,0%)     | 41 (1,6%)     |
| Укупно            | 2.598         | 2.643         |